# Моравов, Александр Викторович
Александр Викторович Моравов (8 [20] декабря 1878, село Великая Мотовиловка, Киевская губерния, Российская империя — 23 февраля 1951, Москва) — русский советский художник, член Товарищества передвижников, действительный член Академии художеств СССР (1949). Заслуженный деятель искусств РСФСР (1946).

## Биография

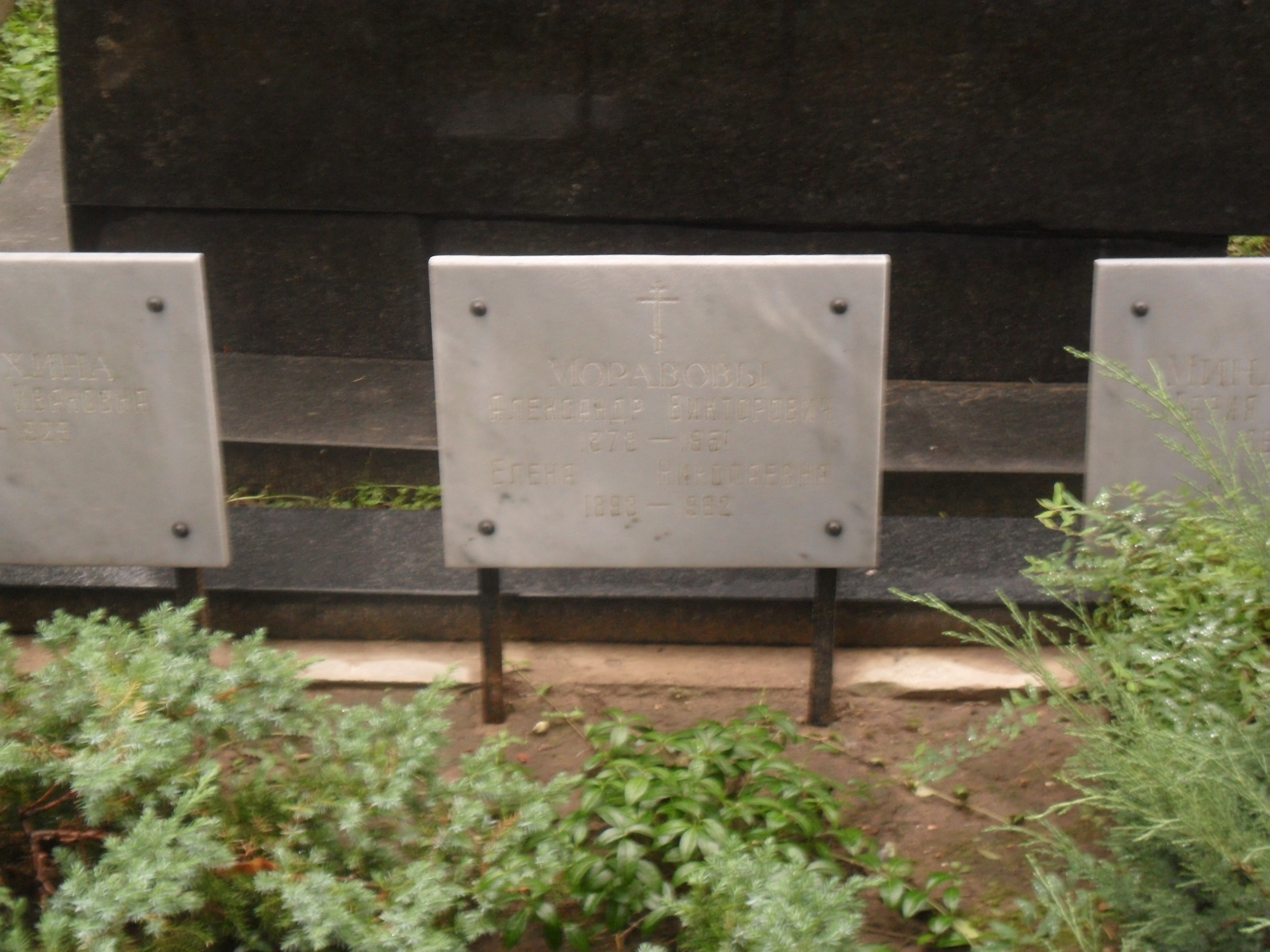
Могила Моравова на Новодевичьем кладбище Москвы.

Родился в семье врача на Украине. На выбор профессии повлияли ближайшие друзья отца, знаменитые художники Врубель М. А. и Ге Н. Н.. Первые навыки живописи юный художник получил в частной художественной школе Мурашко Н. И. в Киеве. В 1897 году он поступает в Московское училище живописи, ваяния и зодчества, где учится до 1902 г. у таких мастеров как Архипов А. Е., Касаткин Н. А. и Корин А. М.. Закончив натурный класс, он поступает в только что открытую при Училище мастерскую Серова В. А..
Сразу по окончании училища, в 1903 году, участвует в 31-й выставке Товарищества передвижников, представляя там свою дипломную работу, картину «Мать» (Государственный Русский музей). Илья Репин даёт высокую оценку этой работе. С 1904 года, после 32-й выставки, Моравов становится членом Товарищества передвижников. Там он сближается с такими выдающимися русскими художниками как Репин И. Е., Суриков В. И., Маковский В. Е. и Максимов В. М.
Ещё в дореволюционные годы Моравов стал состоявшимся художником. Его картины на исторические темы и зарисовки крестьянского быта часто экспонировались на отечественных и зарубежных вернисажах, а также охотно приобретались музеями. Также Моравов преподавал в ряде художественных учебных заведений Москвы. С 1903 по 1911 — в Художественно-полиграфической школе при издательстве Сытина И. Д., широко известного демократической направленностью своих изданий. Школу при типографии организовал, а также являлся её руководителем учитель Моравова — Касаткин Н. А. Школа готовила хромолитографов и книжных иллюстраторов-графиков. Чуть позже Моравов пишет ряд картин для альбома «Русская история в картинах», изданного Сытиным. Их названия — «Декабристы в Чите», «Военные поселения», «Аракчеевщина», «Прорытие Ладожского канала» — говорят об обличительном характере этих произведений. В 1909 году Моравов работает над иллюстрациями к детским рассказам Льва Толстого. Он получает приглашение приехать в Ясную Поляну и пишет портрет великого писателя, демонстрировавшийся на 38-й передвижной выставке.
В 1902 году он впервые приезжает писать картины в имение Аракчеевой Н. М. Гарусово (Удомля, Тверская губерния), а также в окрестные деревни — Островно, Мошная Горка.. Там он близко сходится с Бялыницким-Бирулей В. К. Пишет его портрет и картину «Друзья», находящуюся сейчас в Национальном художественном музее Беларуси, на которой изображена дочка Бялыницкого-Бирули Любочка, сидящая на диване со своей собакой. Картина «Будущий наездник», датированная 1908 годом, попадает в Третьяковскую Галерею. Картина «Ярмарка», написанная в 1914 году, появилась сперва на выставке передвижников в Петрограде. Ещё при жизни художника она попала в Третьяковскую Галерею, затем в Тверской музей, а в 1979 году экспонировалась на Всемирной выставке в Токио.
После 1917 года Моравов надолго поселяется с семьёй сначала в Гарусово, а в 1930-40 годах в деревне Акулово Удомельского района. Темы основных произведений художника навеяны его активным участием в просвещении крестьян и деревенской жизни: «Уборка картофеля», 1904, «Будущий кавалерист», 1914. После революции 1917 года стал заниматься общественной работой. Наряду с художественной деятельностью активно работает как пропагандист. Оформляет революционные праздники, клубы, рабочий театр в Максатихе, участвует в деятельности Комитетов бедноты и в комиссии по охране памятников искусства. В 1918 году и по 1921 вместе с Бялыницким-Бируля В. К., Архиповым А. Е. и Рождественским В. В. участвует в организации и преподаёт в Свободных государственных художественных мастерских на даче «Чайка» в Удомле. В 1919 году участвует в Первой выставке художников-передвижников в Твери.

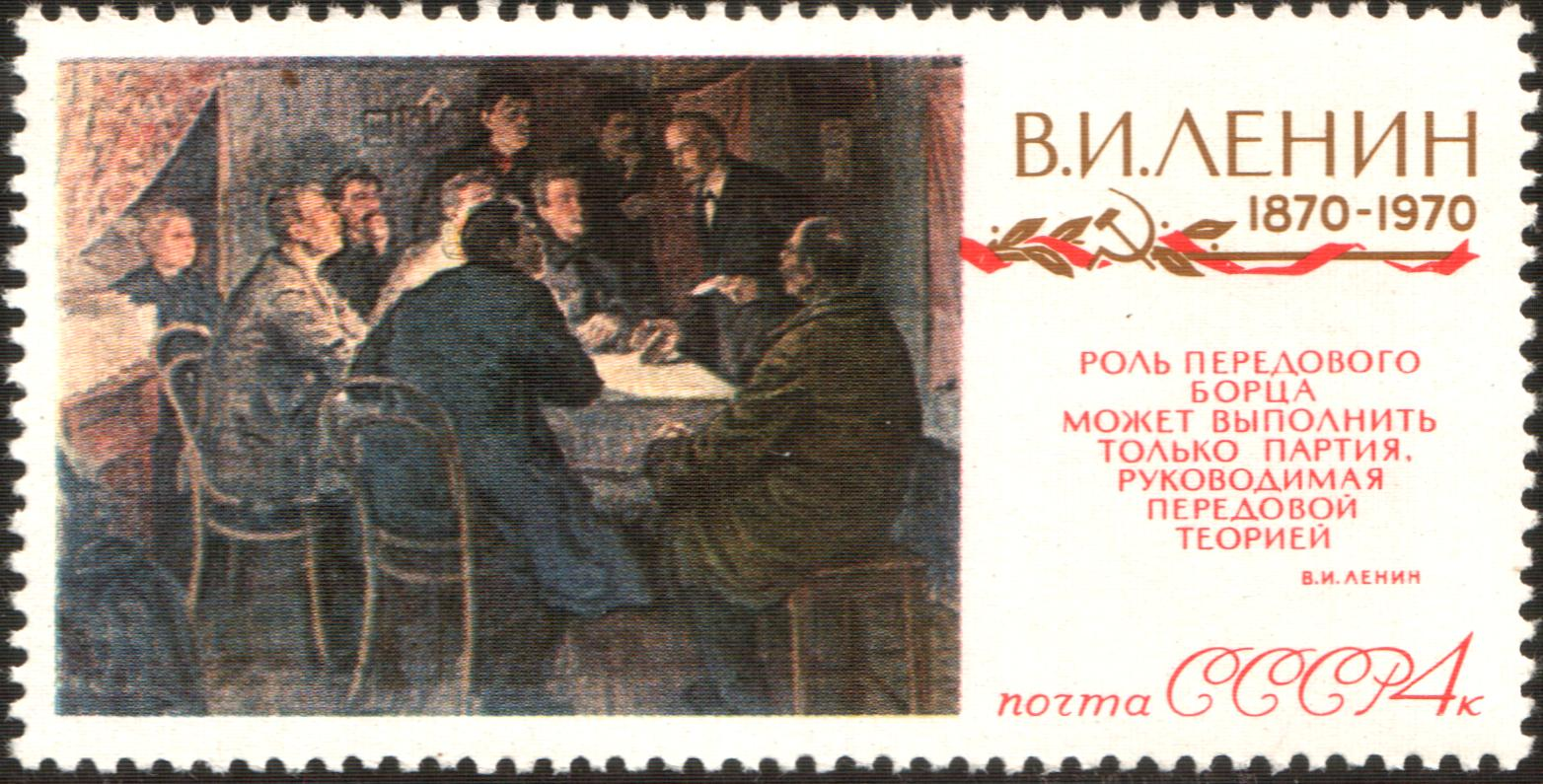
1970 год, почтовая марка СССР «В. И. Ленин руководит марксистским кружком в Петербурге, 1893—1895 гг.»
(по картине А. В. Моравова, 1930)

С 1923 года становится членом АХРР. Пишет ряд произведений на революционно-общественные темы, многие из которых становятся классикой советского изобразительного искусства, а также на историко-революционные сюжеты («Декабристы в Чите», 1911, Государственный исторический музей, Москва; триптих «Приезд В. И. Ленина в Петроград», 1931—33, Центральный музей Вооруженных Сил СССР, Москва; «Ленский расстрел в 1912 году», 1937, Центральный музей В. И. Ленина в Москве. В работах советского периода запечатлён новый быт деревни («Подсчёт трудодней», (1933), «Заседание комитета бедноты», 1921, «Чтение газеты», 1922, «В волостном ЗАГСе», 1928, (Третьяковская галерея)), созидательный труд на Волховстрое и в колхозе. Пишет для Музея труда портреты знатных текстильщиков и металлургов.
В 1938-39 годах преподаёт в студии военных художников и с 1938 по 1941 год в Суриковском институте. 
В 1941—42 годах жил и работал в эвакуации в Ульяновске, где создал картину «Партизаны в тылу у немцев».
Умер в 1951 году, похоронен в Москве на Новодевичьем кладбище.

## Работы
Около 40 произведений художника находится в Тверской областной картинной галерее. В том числе: «У окна. Портрет В. В. Ушаковой» 1907, «Старый зал. Островно» 1912, «На своей полоске» 1916, «Заседание комитета бедноты. 1918» (авторское повторение картины 1920, хранящейся в ГРМ), «Вузовец на отдыхе», 1933.

## Награды
- заслуженный деятель искусств РСФСР (1946)
- действительный член Академии художеств СССР (1949)